# Papilio clytia
Papilio clytia é uma espécie de borboleta da família Papilionidae, que pertence ao grupo Chilasa e é encontrada no sul e sudeste da Ásia.
Geralmente comum e não ameaçada. As subespécies nominais são protegidas por lei na Índia.